# Asnières-sur-Nouère
Asnières-sur-Nouère è un comune francese di 1 157 abitanti situato nel dipartimento della Charente, nella regione della Nuova Aquitania.

## Società

### Evoluzione demografica
Abitanti censiti